# 三角鲤
三角鲤（学名：Cyprinus multitaeniata）为輻鰭魚綱鯉形目鲤科鲤属的鱼类，俗名黄板鲫、江鲫、黄鲫、芝麻鲫。分布于越南红河以及西江水系等，體長可達40.8公分。该物种的模式产地在越南巴比湖。可做為食用魚。

## 扩展阅读
維基物種上的相關：三角鲤